# Nycteris parisii
Nycteris parisii är en fladdermus i familjen hålnäsor som förekommer i Afrika. Populationerna infogades tidvis i Nycteris woodi.
Storleksuppgifter kommer från ett fåtal exemplar. De var med svans i genomsnitt 91 mm långa, svanslängden var cirka 44,5 mm och vikten ligger vid 7 g. Individerna hade cirka 40 mm långa underarmar, 10 mm långa bakfötter och 20 till 23 mm stora öron. Liksom andra hålnäsor har Nycteris parisii köttiga flikar kring näsan (bladet) med ett långsträckt hål i mitten. Håren som bildar ovansidans päls är ljus nära roten och sedan gråbruna. Undersidan är täckt av mörkgrå päls. Jämförd med Nycteris woodi har arten kortare öron och mörkare päls på undersidan. Flygmembranens färg är brun. Artens framtänder har två knölar på toppen.
Arten har två från varandra skilda populationer, en i norra Kamerun och den andra i södra Etiopien, södra Somalia och norra Kenya. De listas ibland som underarter, N. p. benuensis respektive N. p. parisii. Habitatet utgörs av galleriskogar och andra skogsområden nära vattendrag.
Det är inga hot mot beståndet kända men arten är ganska sällsynt. Den listas av IUCN med kunskapsbrist (DD).